# Aorta ascendens
Aorta ascendens "Første" del af aorta (pulsåren) efter denne forlader venstre ventrikel i hjertet (venstre hjerte halvdel). Ordet betyder lidt frit oversat "den stigende aorta", så ascendens fortsætter indtil aorta begynder at bue lateralt (ud til siden) og lidt dorsalt (bagud), hvilket vil sige henholdsvis væk fra midten af kroppen og mod ryggen. Aorta ascendens afgiver mindre pulsårer, der forsyner selve hjertemuskulaturen med blod, de såkaldte kranspulsårer eller coronararterier. Dette sker umiddelbart efter aortas udtrædelse af hjertet.